# 奥斯特良卡农村居民点
奥斯特良卡农村居民点（俄语：Острянское сельское поселение）是俄罗斯联邦沃罗涅日州下杰维茨克区所属的一个农村居民点。其下辖有3个居民点，行政中心为奥斯特良卡。据2016年统计，该农村居民点的人口为529人。